# Club Sportivo Independiente Rivadavia 2011-2012

## Rosa
| N. |                      | Ruolo | Calciatore          |
| -- | -------------------- | ----- | ------------------- |
|    | Argentina (bandiera) | P     | César Taborda       |
|    | Argentina (bandiera) | P     | Josué Ayala         |
|    | Argentina (bandiera) | P     | Emir Basabé         |
|    | Argentina (bandiera) | D     | Juan Alvacete       |
|    | Argentina (bandiera) | D     | Maximiliano Oliva   |
|    | Argentina (bandiera) | D     | Rolando Schiavi     |
|    | Argentina (bandiera) | D     | Judelin Aveska      |
|    | Argentina (bandiera) | D     | Pablo De Miranda    |
|    | Argentina (bandiera) | D     | Pablo Moroso        |
|    | Argentina (bandiera) | D     | Leonardo Sánchez    |
|    | Argentina (bandiera) | D     | Raúl Zárate         |
|    | Argentina (bandiera) | C     | Marcos Britez Ojeda |
|    | Argentina (bandiera) | C     | Jonathan Belforte   |
|    | Argentina (bandiera) | C     | Daniel Cabaña       |
|    | Argentina (bandiera) | C     | Ezequiel Lázaro     |

| N. |                      | Ruolo | Calciatore             |
| -- | -------------------- | ----- | ---------------------- |
|    | Argentina (bandiera) | C     | Franco Quiroga         |
|    | Argentina (bandiera) | C     | René Lima              |
|    | Argentina (bandiera) | C     | Abel Peralta           |
|    | Argentina (bandiera) | C     | Ezequiel Pérez         |
|    | Argentina (bandiera) | C     | Gabriel Solís          |
|    | Argentina (bandiera) | C     | Carlos Recalde         |
|    | Argentina (bandiera) | A     | Sony Nordé             |
|    | Argentina (bandiera) | A     | Mauricio Ferradas      |
|    | Argentina (bandiera) | A     | Diego Caballero        |
|    | Argentina (bandiera) | A     | Alfio Lorenzo          |
|    | Argentina (bandiera) | A     | Martín Gómez           |
|    | Argentina (bandiera) | A     | Cristian Fabbiani      |
|    | Argentina (bandiera) | A     | Javier Rubén Velázquez |
|    | Argentina (bandiera) | D     | Ariel Agüero           |